# Ma’arr Szurin
Ma’arr Szurin (arab. معرشورين) – miejscowość w Syrii, w muhafazie Idlib. W 2004 roku liczyła 7487 mieszkańców.